# Phallusia koreana
Phallusia koreana är en sjöpungsart som beskrevs av Traustedt 1885. Phallusia koreana ingår i släktet Phallusia och familjen Ascidiidae. Inga underarter finns listade i Catalogue of Life.